# Eupatula lombokensis
Eupatula lombokensis är en fjärilsart som beskrevs av Swinhoe 1915. Eupatula lombokensis ingår i släktet Eupatula och familjen nattflyn. Inga underarter finns listade i Catalogue of Life.